# Ctenomys coludo
El tuco-tuco coludo (Ctenomys coludo) es una especie de roedor del género Ctenomys de la familia Ctenomyidae. Habita en el noroeste del Cono Sur de Sudamérica.

## Taxonomía
Esta especie fue descrita originalmente en el año 1920 por el zoólogo británico Oldfield Thomas.
Localidad tipo
La localidad tipo referida es: “La Puntilla (1000 msnm), Catamarca, Argentina”.
Caracterización y relaciones filogenéticas
En el año 1961 Cabrera la sinonimizó con Ctenomys fulvus, sin embargo, posteriormente otros autores la elevaron nuevamente a especie plena.
Además, esta especie está relacionada con C. famosus, C. johannis y C. tulduco.

## Distribución geográfica y hábitat
Esta especie de roedor es endémica de la zona donde se sitúa la localidad de La Puntilla, departamento Tinogasta, provincia de Catamarca, noroeste de la Argentina.